# Knock Out
Knock Out är det fjärde studioalbumet av den tyska hårdrocksgruppen Bonfire från 1991. De flesta av låtarna är skrivna av sångaren Claus Lessmann och gitarristen Angel Schleifer. Bonfire har aldrig legat på den amerikanska billboardlistan med Knock Out.

## Låtlista
| Nr  | Titel                 | Kompositör                                   | Längd |
| --- | --------------------- | -------------------------------------------- | ----- |
| 1.  | Streets of Freedom    | Schleifer, Lessmann                          | 4:58  |
| 2.  | The Stroke            | Squier                                       | 4:25  |
| 3.  | Dirty Love            | Deisinger, Schleifer, Lessmann               | 3:51  |
| 4.  | Rivers of Glory       | Schleifer, Lessmann                          | 4:54  |
| 5.  | Home Babe             | Schleifer, Lessmann                          | 4:57  |
| 6.  | Shake Down            | Deisinger, Schleifer, Lessmann               | 3:04  |
| 7.  | Hold You              | Schleifer, Lessmann                          | 4:20  |
| 8.  | Down And Out          | Schleifer, Lessmann                          | 3:39  |
| 9.  | Take My Heart And Run | Lessmann, Voss-Schon                         | 5:55  |
| 10. | All We Got            | Deisinger, Schleifer, Lessmann               | 4:42  |
| 11. | Fight For Love        | Schleifer, Lessmann                          | 5:14  |
| 12. | Tonmeister            | Patrik, Deisinger, Schleifer, Lessmann, Mack | 9:02  |

## Bandmedlemmar
- Claus Lessmann - sång
- Angel Schleifer - gitarr & bakgrundssång
- Jörg Deisinger - bas & bakgrundssång
- Edgar Patrik - trummor & bakgrundssång